# Fur and Loathing (CSI)
«Fur and Loathing», titulado en español «Pelaje y desprecio», es el quinto episodio la cuarta temporada de la serie de televisión estadounidense de la CBS, CSI: Crime Scene Investigation, que se desarrolla en Las Vegas, Nevada. Fue estrenado el 30 de octubre de 2003. 

## Argumento

### PAF-con (Grissom y Willows)
Gil y Catherine investigan la muerte de una mujer en el tráfico que accidentalmente se estrelló contra un camión. Al examinar la escena del crimen encuentran otra víctima: Un hombre disfrazado de Mapache. Siguiendo la evidencia se encuentran en la Convención Furry, (Plushies and Furries Convention). Después más personas y disfraces se irán involucrando en este caso hasta llegar a la conclusión final.

### Big & Best (Stokes y Sidle)
Nick y Sara investigan un caso en donde un hombre es encontrado a tiros y congelado en el suelo de una sala de almacenamiento.